# Scraptia trifasciata
Scraptia trifasciata es una especie de coleóptero de la familia Scraptiidae.

## Distribución geográfica
Habita en Madagascar.